# Гоулберн (река)
Го́улберн (англ. Goulburn River) — крупная река в штате Виктория (Австралия). Входит в бассейн Муррей-Дарлинг. Длина реки — 570 км. Площадь водосборного бассейна — 16191,58 км². Средний расход воды — 106,64 м³/с (3363 гигалитра/год).

## География

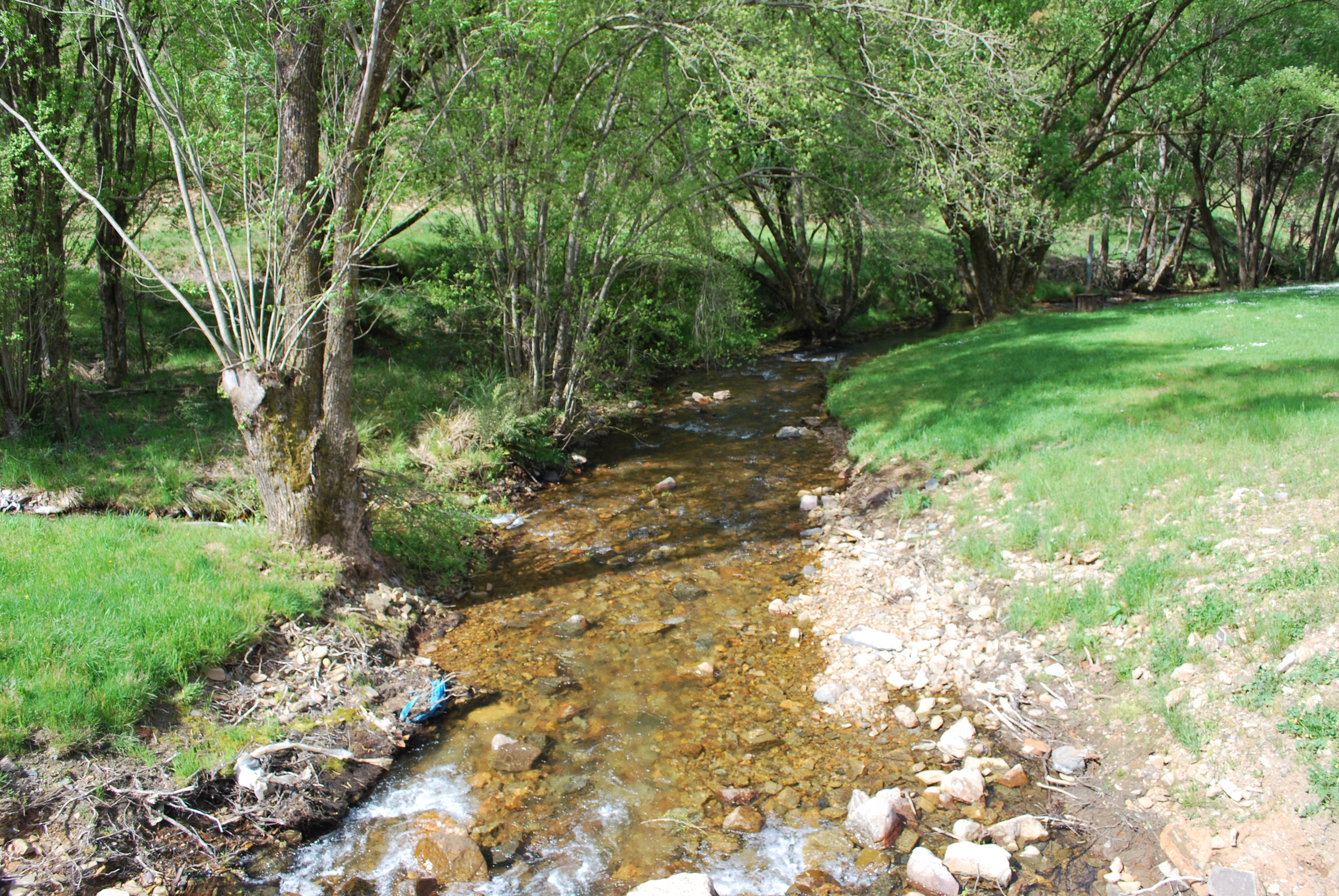
Гоулберн вблизи своего истока у Вудс-Пойнта

Гоулберн начинается вблизи горы Корн-Хилл на юго-западных склонах Викторианских Альп недалеко от города Вудс-Пойнт в графстве Мэнсфилд. Река главным образом течёт на север, затем на запад, затем вновь на север и вновь на запад, проходя через города и посёлки Александра, Сеймур, Нагамби, Мёрчисон, Аркадия-Даунс, Шеппартон-Мурупна. Впадает в Муррей около Эчуки. У Гоулберна 41 приток, включая реки Блэк-Ривер, Джеймисон, Хаукуа, Биг-Ривер, Кинг-Пэррот, Мэйджор-Крик, Кастл-Крик, Севен-Крикс. В верховьях реки — водохранилище Лейк-Эйлдон.
Помимо того, что это самая длинная река в Виктории, Гоулберн также имеет наибольший годовой сток среди всех рек в Виктории. Территория бассейна реки очень продуктивна благодаря орошаемому земледелию. На Гоулберн (наряду с реками Верхний Муррей и Маррамбиджи) приходится 45 % общего стока бассейна Муррей-Дарлинг, в то время как Дарлинга обеспечивает всего 31,7 % общего стока бассейна.

## Туризм

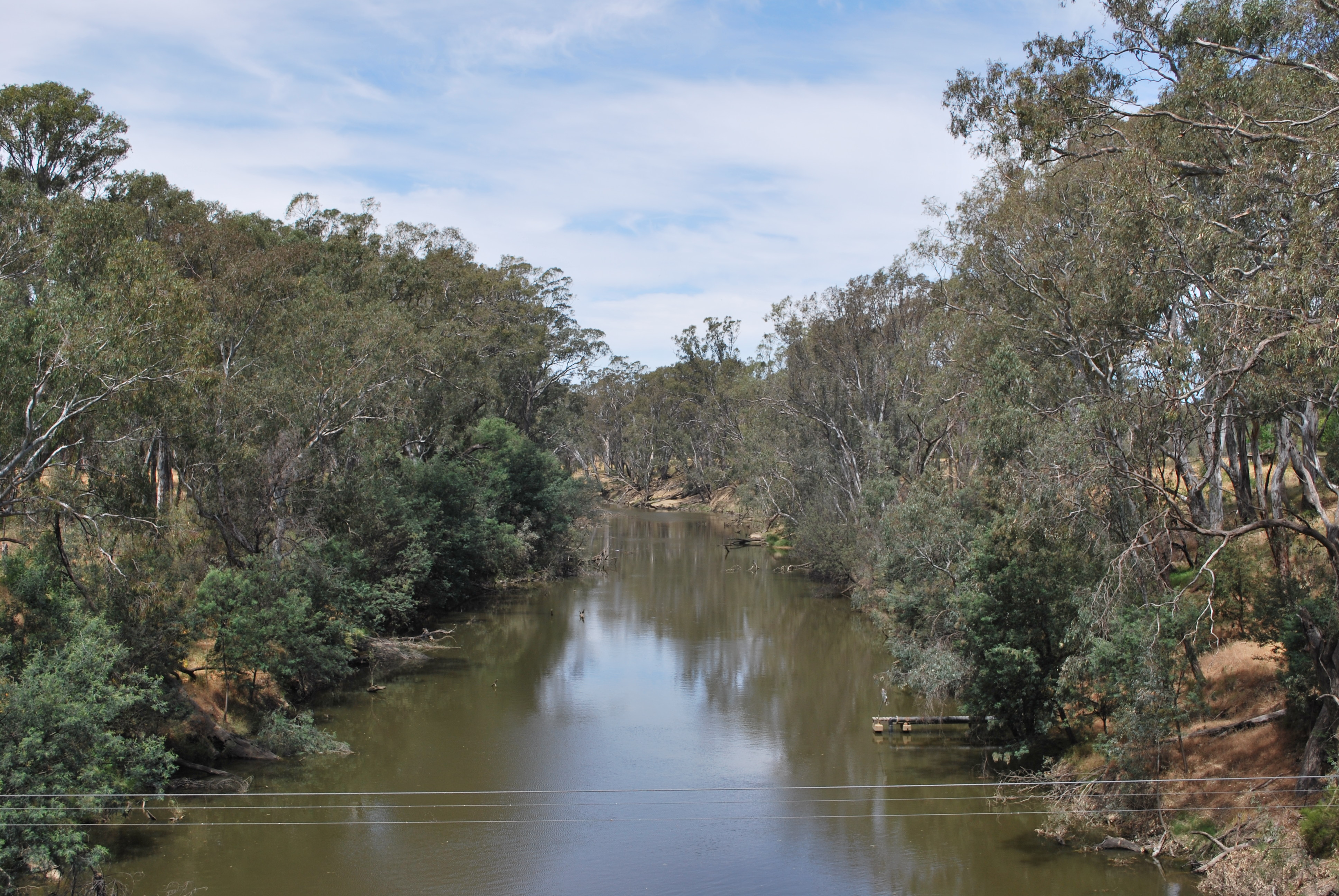
Гоулберн в нижнем течении близ Мёрчисона

Гоулберн был объявлен памятником природы штата в 1992 году в знак признания его уникальных природных, рекреационных, живописных и культурных ценностей. В июне 2010 года правительство Виктории создало национальный парк Лоуэр-Гоулберн для защиты и улучшения лесов из эвкалипта камальдульского. Эвкалиптовые леса окружают Гоулберн на протяжении большей части его течения; деревья достигают 45 м в высоту и живут более 500 лет. Деревья нуждаются в периодах затопления и могут переносить затопление в течение нескольких месяцев. В дуплах и сломанных ветвях гнездятся розовый какаду, какаду, корелла и другие попугаи, а упавшие ветви служат средой обитания для других животных.
Прочие развлечения на реке включают катание на каноэ, осмотр достопримечательностей и пикники, плавание и рыбалку, а в нижнем течении реки водятся рыбы Maccullochella peelii и Macquaria ambigua и колючие пресноводные раки. В верховьях есть обширные леса из эвкалипта царственного и смешанных пород, по которым протекают форелевые ручьи.